# فرناندو لوكاس مارتنز
 فرناندو لوكاس مارتنز (بالبرتغالية: Fernando Lucas Martins‏) و الذي يعرف بـ فرناندو، هو لاعب كرة قدم برازيلي، من مواليد 3 مارس 1992 في ولاية ريو غراندي دو سول في البرازيل . ويلعب حاليا لصالح نادي الجزيرة الإماراتي في مركز الوسط.

## روابط خارجية
- فرناندو لوكاس مارتنز على موقع الاتحاد الدولي (مؤرشف)  (الإنجليزية)
- فرناندو لوكاس مارتنز على موقع اتحاد تركيا (لاعب) (الإنجليزية)
- فرناندو لوكاس مارتنز على موقع اتحاد أوكرانيا (الإنجليزية)
- فرناندو لوكاس مارتنز على موقع قاعدة بيانات كرة القدم.إي يو (الإنجليزية)
- فرناندو لوكاس مارتنز على موقع ناشيونال فوتبول تيمز (الإنجليزية)
- فرناندو لوكاس مارتنز على موقع Soccerway.com (الإنجليزية)
- فرناندو لوكاس مارتنز على موقع عالم كرة القدم.نت (الإنجليزية)
- فرناندو لوكاس مارتنز على موقع AS.com (الإسبانية)